# Zethus hilarianus
Zethus hilarianus är en stekelart som beskrevs av Henri Saussure 1856. Zethus hilarianus ingår i släktet Zethus och familjen Eumenidae. Inga underarter finns listade i Catalogue of Life.